# Saint-Pouange
Saint-Pouange és un municipi francès situat al departament de l'Aube i a la regió del Gran Est. L'any 2007 tenia 878 habitants.

## Demografia

### Població
El 2007 la població de fet de Saint-Pouange era de 878 persones. Hi havia 274 famílies de les quals 52 eren unipersonals (36 homes vivint sols i 16 dones vivint soles), 97 parelles sense fills, 117 parelles amb fills i 8 famílies monoparentals amb fills.
La població ha evolucionat segons el següent gràfic:
Habitants censats

### Habitatges
El 2007 hi havia 296 habitatges, 286 eren l'habitatge principal de la família, 4 eren segones residències i 6 estaven desocupats. 282 eren cases i 14 eren apartaments. Dels 286 habitatges principals, 253 estaven ocupats pels seus propietaris, 18 estaven llogats i ocupats pels llogaters i 14 estaven cedits a títol gratuït; 2 tenien una cambra, 4 en tenien dues, 30 en tenien tres, 77 en tenien quatre i 172 en tenien cinc o més. 225 habitatges disposaven pel capbaix d'una plaça de pàrquing. A 92 habitatges hi havia un automòbil i a 178 n'hi havia dos o més.

### Piràmide de població
La piràmide de població per edats i sexe el 2009 era:
| Homes | Edats   | Dones |
| ----- | ------- | ----- |
| 0     | 95 o +  | 0     |
| 0     | 90 a 94 | 0     |
| 0     | 85 a 89 | 0     |
| 0     | 80 a 84 | 0     |
| 8     | 75 a 79 | 4     |
| 8     | 70 a 74 | 8     |
| 8     | 65 a 69 | 16    |
| 12    | 60 a 64 | 16    |
| 12    | 55 a 59 | 8     |
| 40    | 50 a 54 | 32    |
| 28    | 45 a 49 | 40    |
| 60    | 40 a 44 | 44    |
| 28    | 35 a 39 | 32    |
| 16    | 30 a 34 | 16    |
| 8     | 25 a 29 | 20    |
| 8     | 20 a 24 | 12    |
| 40    | 15 a 19 | 36    |
| 28    | 10 a 14 | 36    |
| 16    | 5 a 9   | 16    |
| 4     | 0 a 4   | 24    |

## Economia
El 2007 la població en edat de treballar era de 671 persones, 440 eren actives i 231 eren inactives. De les 440 persones actives 416 estaven ocupades (245 homes i 171 dones) i 24 estaven aturades (9 homes i 15 dones). De les 231 persones inactives 56 estaven jubilades, 138 estaven estudiant i 37 estaven classificades com a «altres inactius».

### Ingressos
El 2009 a Saint-Pouange hi havia 303 unitats fiscals que integraven 811 persones, la mediana anual d'ingressos fiscals per persona era de 22.424 €.

### Activitats econòmiques
Dels 33 establiments que hi havia el 2007, 5 eren d'empreses de fabricació d'altres productes industrials, 11 d'empreses de construcció, 5 d'empreses de comerç i reparació d'automòbils, 1 d'una empresa d'informació i comunicació, 1 d'una empresa financera, 1 d'una empresa immobiliària i 9 d'empreses de serveis.
Dels 7 establiments de servei als particulars que hi havia el 2009, 1 era un paleta, 2 fusteries, 2 lampisteries, 1 electricista i 1 empresa de construcció.
Dels 2 establiments comercials que hi havia el 2009, 1 era una llibreria i 1 una botiga de material de revestiment de parets i terra.
L'any 2000 a Saint-Pouange hi havia 7 explotacions agrícoles que ocupaven un total de 231 hectàrees.

## Equipaments sanitaris i escolars
El 2009 hi havia 1 escola maternal i 1 escola elemental.

## Poblacions més properes
El següent diagrama mostra les poblacions més properes.